# Dom „Pod Kapturem” w Golubiu-Dobrzyniu
Dom „Pod Kapturem” w Golubiu-Dobrzyniu – dom w golubskiej części miasta, pochodzący z 2 poł. XVIII w., znajdujący się pod adresem Rynek 19.
Budynek powstał w 1771 r. prawdopodobnie jako karczma i zajazd, bowiem znajduje się przy dawnym wjeździe do miasta Golubia od strony północno-wschodniej. Parterowy, częściowo podpiwniczony, w oszalowanej konstrukcji zrębowej. Pokrywa go dwuspadowy dach z podcieniem na trzech słupach od strony frontowej. Od tylnej strony posiada parterową oficynę. Wnętrze domu jest jednoprzestrzenne, przykryte belkowym stropem. Belki podparte są trzema podciągami na słupach z mieczami. Dawna kuchnia mieści się u podstawy szerokiego komina. Mury piwnicy wykonano z otoczaków i wapiennej zaprawy, wejście do niej znajduje się na zewnątrz, pod podcieniem.
Dom „Pod Kapturem” jest jedynym zachowanym budynkiem tego typu w zabudowie Rynku.